# 北村 (宮城県)
北村（きたむら）は、昭和30年（1955年）まで宮城県桃生郡の西部に存在していた村。現在の石巻市北村にあたる。

## 地理
- 山：旭山 (174m)
- 河川：青木川

## 沿革
- 1889年（明治22年）4月1日 - 町村制施行にともない、北村は赤井村・大窪村・塩入村・須江村・広淵村と合併して深谷村の一部となる。
- 1896年（明治29年）4月1日 - 深谷村が北村・赤井村・大塩村・須江村・広淵村の5か村に分裂したため、新制の北村が発足。
- 1955年（昭和30年）3月21日 - 須江村・広淵村・鹿又村・前谷地村と合併し、河南町となる。

## 行政
- 歴代村長

| 代 | 氏名         | 就任                     | 退任                       | 備考         |
| -- | ------------ | ------------------------ | -------------------------- | ------------ |
| 1  | 遠藤今五郎   | 明治29年（1896年）5月    | 明治29年（1896年）8月      | 元・深谷村長 |
| 2  | 緒方広志     | 明治29年（1896年）8月    | 明治36年（1903年）7月      |              |
| 3  | 大石正見     | 明治36年（1903年）7月    | 明治39年（1906年）9月      |              |
| 4  | 遠藤千代三郎 | 明治39年（1906年）10月   | 明治42年（1909年）7月      |              |
| 5  | 遠藤佐学     | 明治42年（1909年）8月    | 大正2年（1923年）3月       |              |
| 6  | 鹿野勇治     | 大正2年（1923年）4月1日  | 大正4年（1925年）1月       |              |
| 7  | 菅野禄三郎   | 大正4年（1925年）4月14日 | 大正8年（1929年）4月13日   |              |
| 8  | 斎藤博       | 大正8年（1919年）4月19日 | 大正12年（1923年）4月18日  |              |
| 9  | 遠藤佐学     | 大正12年（1923年）5月4日 | 昭和2年（1927年）5月20日   | 再任         |
| 10 | 木村匡       | 昭和2年（1927年）6月23日 | 昭和15年（1940年）2月7日   |              |
| 11 | 斎藤博       | 昭和15年（1940年）3月7日 | 昭和21年（1946年）11月30日 | 再任         |
| 12 | 遠藤利雄     | 昭和22年（1947年）4月5日 | 昭和30年（1955年）3月20日  |              |